# Burgberg (Rosaliengebirge)
Der Burgberg ist ein zirka 545 m ü. A. hoher Berg im Rosaliengebirge in Niederösterreich. Er liegt östlich des Markts Schwarzenbach. Nördlich schließt die Rotte Schölderl an und direkt am westlichen Abhang des Burgberges liegt die Rotte Trift. Nur etwa 200 Meter östlich des Gipfels verläuft die Grenze zum Burgenland, wo die Sieglesau, das Tal des Linabaches, liegt. Im Westen liegt das Schwarzenbachtal. Nördliche Nachbarberge sind der Königsbichl (608 m) und der Sieggrabener Kogel (650 m). Der Schwarzenbacher Burgberg ist die letzte hohe Erhebung des südlichen Rosaliengebirges, bevor dieses in Richtung Weppersdorf hinunter abfällt.
Am Burgberg liegt eine der größten keltischen Wallanlagen Österreichs (Höhensiedlung Burg in Schwarzenbach) und direkt am Gipfel steht ein 25,7 Meter hoher, 1999 als Museumsturm eingeweihter Aussichtsturm. Am 7. Mai 2023 wurde er nach dem Einbau eines Aufzugs in Johann Giefing Aussichtsturm umbenannt und ist seither barrierefrei zugänglich.
H. P. Schad´n schreibt 1938, dass am Gipfel des Burgberges laut einer alten Schwarzenbacher Sage die Burg Anchenstein gestanden sei.
Am westlichen Abhang des Schwarzenbacher Burgberges befindet sich der kleine Schwarzenbacher Wallfahrtsort Maria Bründl mit der Bründlkapelle.

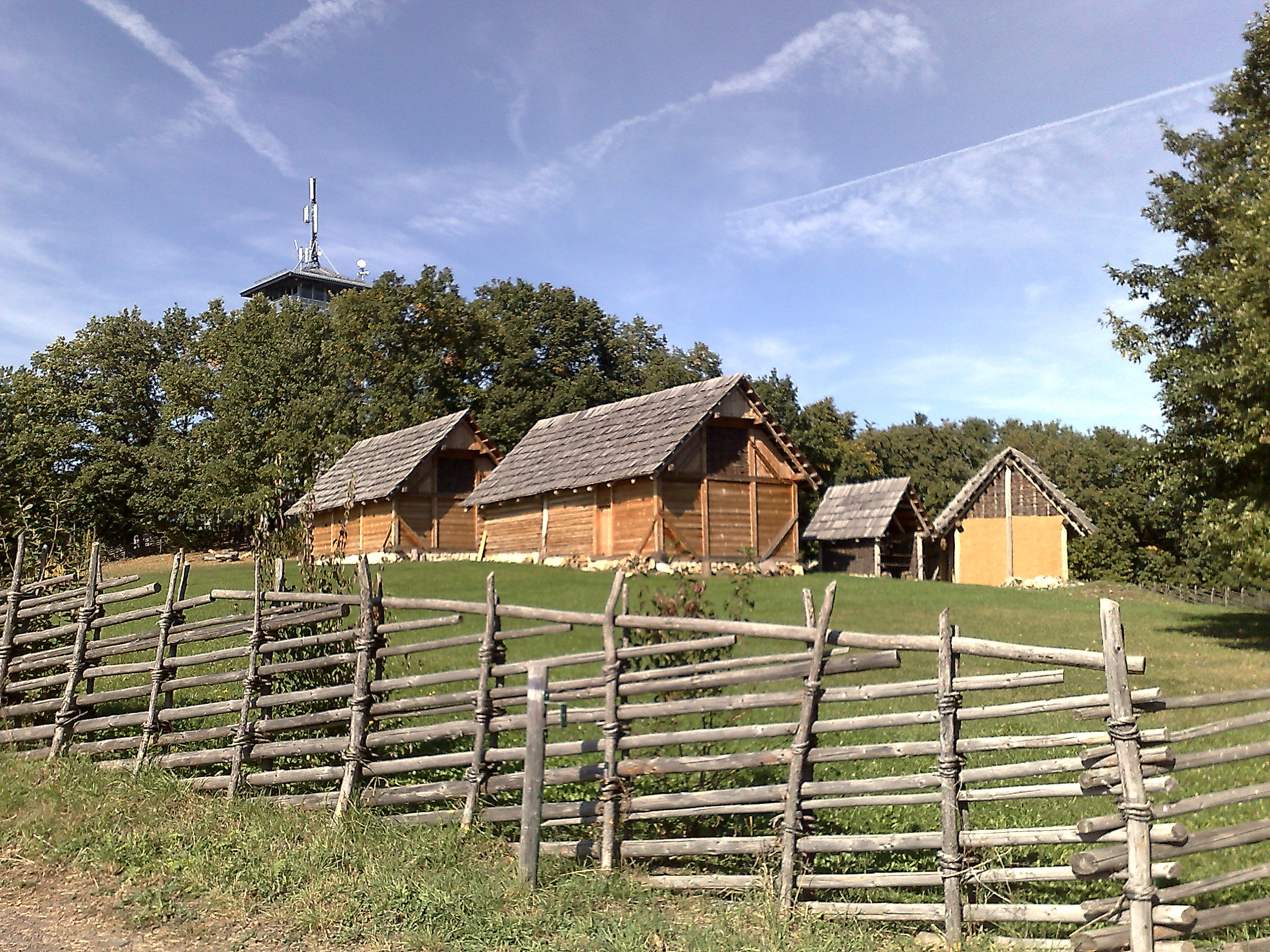
Das nachgebaute Keltendorf am Burgberg
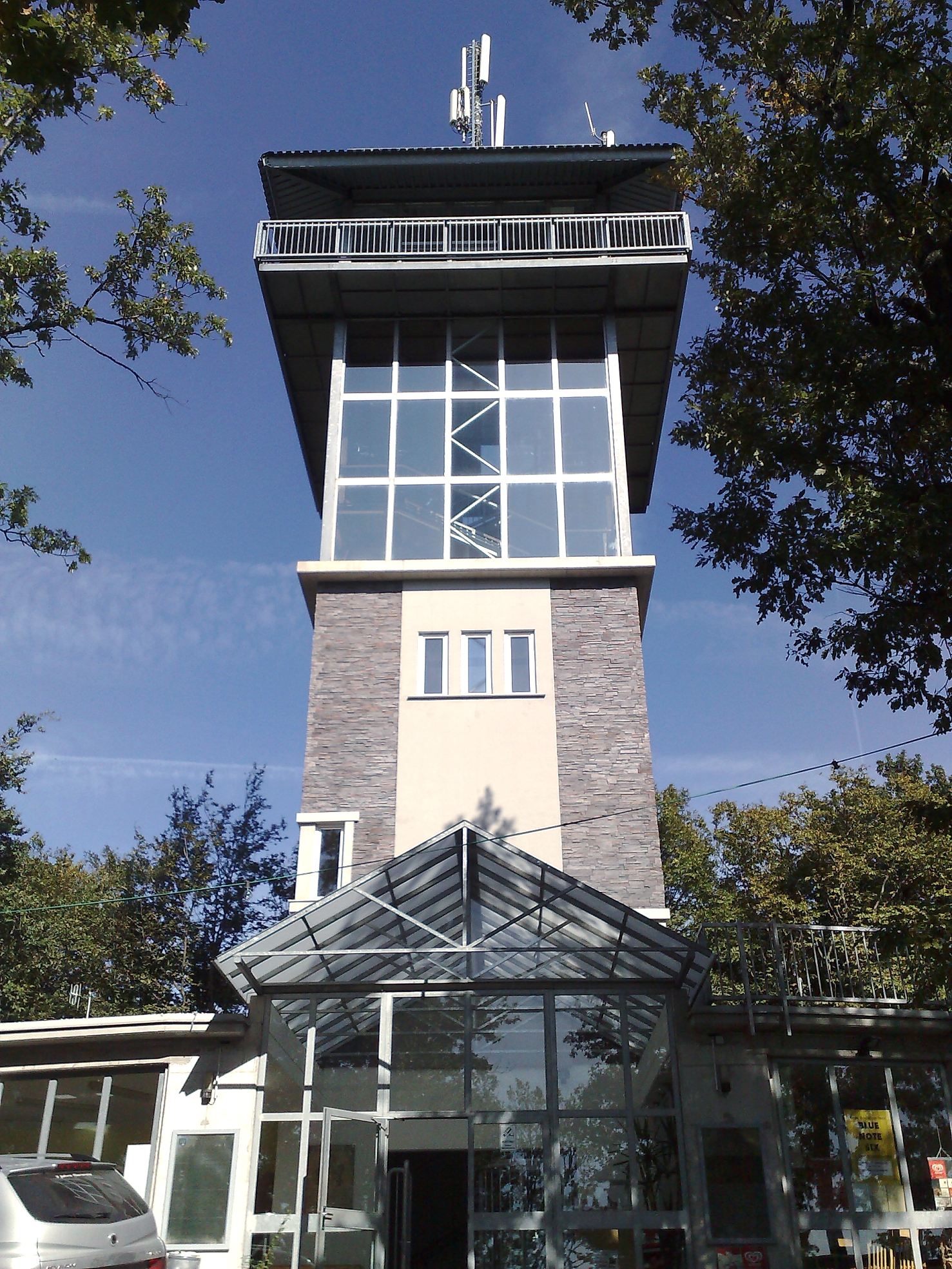
Der 25,7 m hohe Johann Giefing Aussichtsturm; errichtet als Museumsturm in den Jahren 1998/99
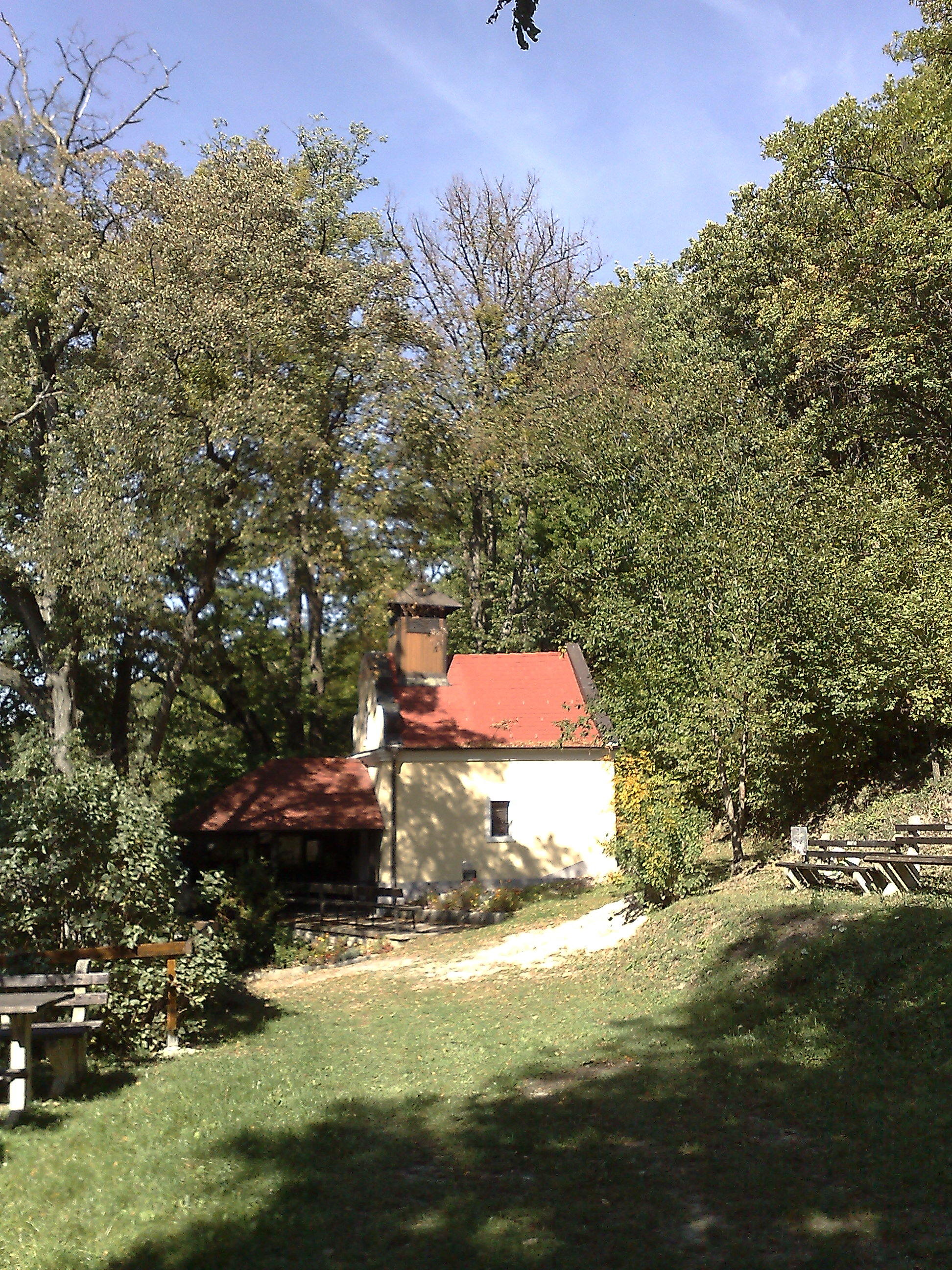
Die Maria-Bründl-Kapelle am Westhang des Burgbergs
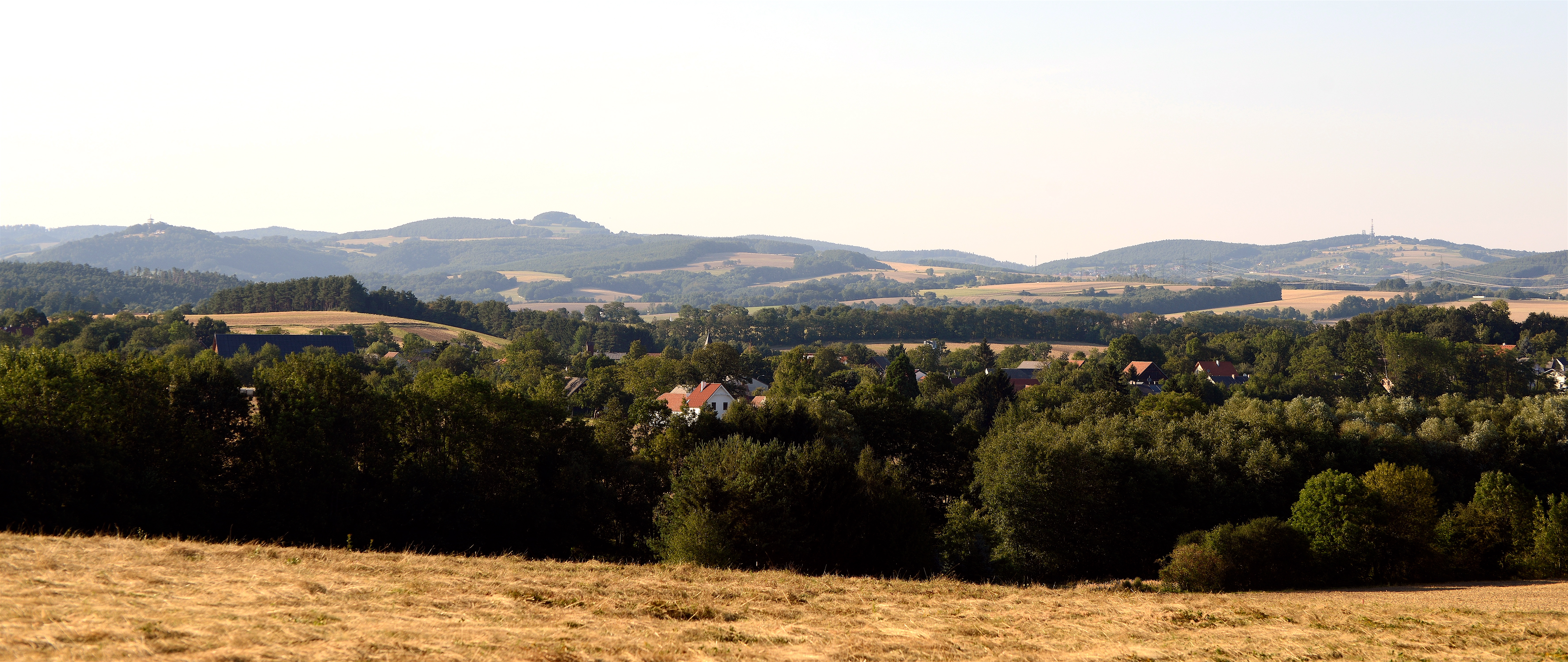
Von links nach rechts: Burgberg, Sieggrabener Kogel, Sieggrabener Sattel, Brenntenriegel